# Чоловік і соснова мутовка
«Чоловік і соснова мутовка» («Mees ja mänd») — радянський телефільм 1979 року, знятий режисером Яаном Тоомінгом на студії «Eesti Telefilm».

## Сюжет
Екранізація повісті Пауля Куусберґа «З пташкою в голові».

## У ролях
- Хейккі Харавєе — Йоханнес Иибік
- Херта Ельвісте — жінка в автобусі
- Анде Рахе — Луїза, дружина Йоханнеса
- Лембіт Еельмяе — Сарапуу, сусід
- Ельдор Вальтер — халтурник
- Анне Валге — Майє
- Андрус Еельмяе — роль другого плану
- Ееро Тарі — роль другого плану
- Сільві Айт — роль другого плану
- Вірве Меерітс — роль другого плану

## Знімальна група
- Режисер — Яан Тоомінг
- Сценарист — Освальд Тоомінг
- Оператор — Пеетер Тоомінг
- Композитори — Прійт Педаяс, Мікк Сарв, Анне Маасік
- Художник — Георг Сандер